# Хирургия головы и шеи
Хирурги́я головы и шеи — это раздел хирургии, который включает в себя хирургическое лечение заболеваний и состояний в области головы и шеи. В некоторых странах мира это самостоятельная хирургическая специальность. Например в США, зачастую, наименование специальности «оториноларингология» дополняется термином «хирургия головы и шеи».
Под термином «хирургия головы и шеи» не подразумевается хирургия головного, спинного мозга и их оболочек, а также шейного отдела позвоночника.

## Хирургические вмешательства
- Пластическая хирургия головы и шеи: эстетические и реконструктивные операции
- Опухоли головы и шеи
- Черепно-лицевая (краниофациальная) хирургия
- Травма мягких и костных тканей головы и шеи
- Гнойно-воспалительные заболевания головы и шеи
- Хирургия нервов головы и шеи
- Ортогнатическая хирургия

## Развитие хирургии головы и шеи в России
В Российской Федерации отсутствует специальность «хирург головы и шеи», при этом функцию данного хирурга выполняют челюстно-лицевые хирурги, оториноларингологи, общие хирурги, пластические хирурги, онкологи, нейрохирурги, которые делают различные хирургические вмешательства в области головы и шеи.